# Eurya merrilliana
Eurya merrilliana är en tvåhjärtbladig växtart som beskrevs av Clarence Emmeren Kobuski. Eurya merrilliana ingår i släktet Eurya och familjen Pentaphylacaceae. Inga underarter finns listade i Catalogue of Life.